# ローランド・トエニ
ローランド・トエニ（Roland Thöni、1950年1月17日 - 2021年4月4日）は、イタリア、トレンティーノ＝アルト・アディジェ州ボルツァーノ自治県ステルヴィオのTrafoi集落出身の元アルペンスキー選手。1970年代に活躍し、札幌オリンピックで銅メダルを獲得した。従弟のグスタヴォ・トエニもアルペンスキーのオリンピックメダリストである。

## 来歴
1971年2月7日にアルペンスキー・ワールドカップデビューし、7位となった。
1971-1972シーズンは彼のベストシーズンであった。開幕戦で4位となり、札幌オリンピックでは大回転こそ27位に終わったものの、回転では従弟のグスタヴォ・トエニに次いで銅メダルを獲得した。オリンピック後のヴァル・ガルデーナで大回転3位、マドンナ・ディ・カンピーリオとプラルーで回転2連勝とし総合7位となった。
以後はあまり国際大会で活躍できず、1976年インスブルックオリンピックの滑降で14位となったのを最後にこのシーズン限りで現役を引退した。
現役引退後はスポーツショップのオーナーなどをして第二の人生を歩んでいた。
2021年4月4日にボルツァーノの病院にて死去した。71歳没。